# Спаск
Спаск (рус. Спасск) град је у Русији у Пензенској области.

## Становништво
| 1939. | 1959. | 1970. | 1979. | 1989. | 2002. | 2010. |
| ----- | ----- | ----- | ----- | ----- | ----- | ----- |
| 6.788 | 6.192 | 7.512 | 8.043 | 8.299 | 7.628 | 7.442 |